# Антропов, Анатолий Степанович
Анатолий Степанович Антропов — командир отделения 592-го стрелкового полка (203-я стрелковая дивизия, 53-я армия, 2-й Украинский фронт) сержант.

## Биография
Анатолий Степанович Антропов родился в крестьянской семье 20 ноября 1915 года в деревне Соколовка Сарапульского уезда Вятской губернии (в настоящее время в Сарапульском районе республики Удмуртия), в семье крестьянина. Окончил 4 класса школы. Работал рабочим колхозного рынка. В 1937 году был призван в ряды Красной Армии, демобилизовался в 1940 году.
С началом Великой Отечественной войны в июле 1941 года Сарапульским райвоенкоматом был вновь призван в армию. В ноябре 1942 года направлен на фронт.
Летом 1943 года воевал в составе 123-го отдельного батальона противотанковых ружей, был стрелком, разведчиком. 1 сентября 1943 года награждён медалью «За отвагу». В одном из боёв под станцией Беленихино он был связным от командира батальона к командиру роты. По собственной инициативе под огнём противника доставлял в роту пищу и боеприпасы. В условиях обрывов связи быстро и чётко передавал приказания командира батальона.
В ночь на 3 мая 1944 года в районе села Григориополь ефрейтор Антропов, разведал расположение огневых точек противника: двух станковых пулеметов и противотанкового орудия. В начале боя они были подавлены огнём. Приказом по войскам 5-й гвардейской армии (№23/н) от 2 июня 1944 года Антропов Анатолий Степанович награждён орденом Славы 3-й степени.
Осенью 1944 года он был тяжело ранен. После излечения службу продолжал в другой части — 592-м стрелковом полку 203-й стрелковой дивизии.
6 марта 1945 года в бою возле города Банска-Штьявница (Чехословакия, в настоящее время в Словакии), командуя бойцами, сержант Антропов зашел с ними в тыл противника и истребил большое количество живой силы, лично уничтожил гранатой пулеметную точку противника и способствовал продвижению подразделения. 23 марта 1945 года за этот бой приказом по частям 203-й стрелковой дивизии сержант Антропов Анатолий Степанович награждён орденом Славы 3-й степени повторно.
6 апреля 1945 года в бою за безымянную высоту возле города Нове-Место  сержант Антропов, исполняя обязанности командира взвода, прорвался в тыл противника и со взводом истребил 15 солдат противника. В этом бою лично уничтожил 2 солдат и 6 взял в плен.Приказом от 21 июня 1945 года награждён Антропов Анатолий Степанович награждён орденом Славы 2-й степени. Указом Президиума Верховного Совета СССР от 27 февраля 1958 года Антропов Анатолий Степанович награждён орденом Славы 1-й степени (было отменено награждение от 23 марта 1945 года).
В порядке массового награждения участников войны в 1985 году он был награждён орденом Отечественной войны 1-й степени.
В декабре 1945 года старшина Антропов демобилизовался. Вернулся в Сарапул.
Жил в городе Сарапул. Работал на маслозаводе.
Скончался 8 января 1994 года.